# 周 (1678年-1681年)

周
大周

周（しゅう、1678年 - 1681年）は、17世紀に中国に存在した国家。清に対して反乱（三藩の乱）を起こした呉三桂が自ら皇帝となって建国した。同じ国号の他の王朝と区別するために、建国者呉三桂の姓を冠して「呉周」とも呼ばれる。

## 概要
元々は平西王として封じられていた呉三桂が1673年に反乱を起こし、自ら大元帥と称し、また周王と称した。1678年3月に衡陽を首都として呉三桂は昭武帝として即位したが、同年8月に病死した。後を呉三桂の孫の呉世璠が継いで洪化帝となったが、戦争の形勢は不利となり、1680年に昆明に首都を移したが、1681年に昆明が清軍により陥落して、洪化帝は自殺して国家は3年で滅亡した。

## 歴代皇帝
| 姓名   | 年号 | 在位時間            |
| ------ | ---- | ------------------- |
| 呉三桂 | 昭武 | 1678年3月-1678年6月 |
| 呉世璠 | 洪化 | 1678年-1681年       |